# Mönchsdeggingen
Mönchsdeggingen este o comună aflată în districtul Donau-Ries, landul Bavaria, Germania.